# Jacek Rotmil
Jacek Rotmil est un chef décorateur et directeur artistique polonais né le 24 novembre 1888 à Saint-Pétersbourg et mort le 26 juillet 1944 à Varsovie.

## Filmographie sélective
- 1919 : Margot de Plaisance de Joseph Delmont
- 1926 : La Carrière d'une midinette de Victor Janson
- 1926 : Die keusche Susanne de Richard Eichberg
- 1929 : S.O.S. de Carmine Gallone
- 1929 : Der Sträfling aus Stambul de Gustav Ucicky
- 1938 : Robert i Bertrand de Mieczysław Krawicz